# Drum's Not Dead
Drum's Not Dead è il terzo album discografico in studio del gruppo musicale rock statunitense Liars, pubblicato nel 2006.

## Tracce
1. Be Quiet Mt. Heart Attack! – 3:28
2. Let's Not Wrestle Mt. Heart Attack – 4:31
3. A Visit from Drum – 4:19
4. Drum Gets a Glimpse – 4:14
5. It Fit When I Was a Kid – 4:02
6. The Wrong Coat for You Mt. Heart Attack – 3:59
7. Hold You, Drum – 4:42
8. It's All Blooming Now Mt. Heart Attack – 3:09
9. Drum and the Uncomfortable Can – 4:55
10. You, Drum – 1:15
11. To Hold You, Drum – 4:04
12. The Other Side of Mt. Heart Attack – 4:45